# Estadio Juan Francisco Barraza
Estadio Juan Francisco Barraza – stadion piłkarski w salwadorskim mieście San Miguel, w departamencie San Miguel. Obiekt może pomieścić 10 000 widzów, a swoje mecze rozgrywają na nim drużyny CD Águila i CD Dragón. 
Stadion został zaprojektowany przez architekta Pablo Paredes Lemus i wzniesiony przez firmę Paredes Lemus y Cía kosztem 381 tysięcy colonów salwadorskich. Początkowo nosił nazwę Estadio Municipal ("Stadion Miejski") i mógł pomieścić 6 000 widzów. Inauguracja obiektu miała miejsce 15 listopada 1956 podczas meczu lokalnej drużyny CD Águila z honduraskim CD Olimpia; spotkanie to zakończyło się ostatecznie wynikiem 1:1, zaś premierowego gola dla gospodarzy strzelił Raúl Victorino Molina. W 1982 roku arena została przemianowana na Estadio Juan Francisco Barraza, na cześć legendarnego zawodnika Águili, Juana Francisco Barrazy. Na przestrzeni następnych lat pojemność powiększono do 10 000 miejsc, lecz stadion równocześnie zmagał się z problemami dotyczącymi niedostatecznej wydajności systemu drenażowego i uszkodzeniami infrastruktury, kilkakrotnie na jego terenie zdarzały się również zamieszki spowodowane zachowaniem kibiców.